# Азербайджанская государственная филармония
Азербайджанская государственная филармония имени Муслима Магомаева (азерб. Müslüm Maqomayev adına Azərbaycan Dövlət filarmoniyası) — учреждение культуры в столице Азербайджана, в городе Баку.

## История
В период с 1912 по 1920 здание филармонии являлось летним клубом Бакинского общественного собрания.
Здание Общественного собрания — один из памятников архитектурного искусства города Баку.
Построено в 1911—1912 годах по проекту гражданского инженера Г. М. Тер-Микелова А. Я. Дубовым на одном из лучших, выгодно расположенных участков города — на углу Николаевской и Садовой улиц на повышенных отметках второй террасы бакинского амфитеатра.
Здание великолепно вписалось не только в композицию Михайловского сада (называемого в народе также Губернаторским), где отвели участок под постройку, но и в весь окружающий архитектурный пейзаж, сложившийся в начале XX века.
Когда старшины Бакинского общественного собрания в 1907 году после пожара старого летнего клуба обратились в Городскую думу с просьбой разрешить им постройку летнего помещения в городском Михайловском саду, некоторые гласные возражали, ибо в таком случае пришлось бы вырубать более 200 деревьев. Однако, в 1908 году проект летнего помещения Общественного собрания на территории сада за счет сокращения его площади на 1664,92 кв. м. был утвержден думой, но уже в январе 1909 года это постановление думы было приостановлено градоначальником подполковником П. И. Мартыновым, а затем и отменено Бакинским по городским делам присутствием.
После того, как прежний летний клуб Общественного собрания в городском Михайловском саду в 1907 году сгорел, у городских воротил появилось желание построить другое, более вместительное здание, где сливки общества могли бы проводить свободное время. Проект поручили архитектору Тер-Микелову. Но для того, чтобы построить новое здание в городском саду, постройки в котором не были предусмотрены генеральным планом, требовалось его изменение высшей властью на Кавказе.
Поэтому городская дума, внеся изменения в генеральный план, направила его, вместе с ходатайством Бакинского общественного собрания на утверждение наместнику его императорского величества на Кавказе.
Окончательно проект был разработан в 1910 году и представлен на утверждение строительной комиссии городской управы.
Летний клуб фасадом обращен на Дом братьев Садыховых, в профиль смотрит на здание Бакинской Мариинской женской гимназии, построенной московским дворянином В.Н. Гиршем, а также на дом "Каспийского товарищества", неверно называемый "дворцом де Бура".
Уже летом 1912 года застройка города обогатилась новым сооружением — зданием летнего помещения Общественного собрания в формах палладианской архитектуры.
В проекте Общественного собрания была создана соответственно с темой живописная и выразительная композиция. Обилием террас, веранд, где свет и тень являются средством пластического выражения объемных масс, здание несколько напоминает итальянскую виллу эпохи Возрождения.
Члены общественного собрания - заводчики и нефтепромышленники, богатые купцы и высокопоставленные чиновники, знаменитые артисты и художники, инженеры, офицеры царской армии проводили время в летнем клубе до полуночи. Здесь проигрывали в карты целые состояния.
До 1936 года в бывшем летнем клубе общественного собрания разные музыкальные коллективы давали свои концерты, выступали с разными музыкальными программами.
После установления советской власти в Азербайджане в 20-х годах, в этом здании стали собираться любители музыки, а также разрозненно действующие ансамбли и оркестры.
25 мая 1936 года решением Совета Народных Комиссаров Азербайджанской ССР на базе Управления симфоническими концертами при Бакинском совете рабоче-крестьянских и матросских депутатов в здании Общественного собрания была организована Азербайджанская государственная филармония.
В 1936—37 годах в этом здании были произведены реставрационные работы.
11 августа 1937 года решением СНК Азербайджана Азгосфилармонии было присвоено имя азербайджанского композитора Муслима Магомаева (старшего).

В разное время после создания филармонии здесь выступали виднейшие деятели культуры — народные артисты Хан Шушинский, Шовкет Алекперова, Ниязи, Сара Гадимова и другие, а также артисты из других регионов СССР и стран.
В начале 1990-х годов филармония закрылась на ремонт. С 1996 по 2004 годы в филармонии проводились ремонт и реконструкция. 27 января 2004 года состоялось торжественное открытие здания филармонии после капитальной реконструкции. На открытии присутствовали Президент Азербайджана Ильхам Алиев, всемирно известный виолончелист Мстислав Ростропович.

## Сад Филармонии
Сад Филармонии  (или Михайловский сад (в честь наместника Кавказа, брата русского императора Александра II — великого князя Михаила Николаевича), называемый в народе также Губернаторским садом, прежние названия советского и постсоветского времени — Сад революции, Парк культуры и отдыха пионеров и школьников, Сад Вахида (в честь поэта Алиага Вахида)) был основан в начале 1860-х годов рядом с Бакинской крепостью (Ичери-Шехер).
В 1970-х годах парк был реконструирован. Начиная с 2007 года в парке начались ремонтные работы, построен фонтан (разработан французской компанией «Inter Art»). С 2009 году сад стал носить название «Сад Филармонии».

## Галерея
- Макет филармонии в Культурном центра Гейдара Алиева
- На почтовой марке Азербайджана (2012)